# Lepidochitona (Lepidochitona) piceola
Lepidochitona (Lepidochitona) piceola is een keverslakkensoort uit de familie van de Lepidochitonidae. De wetenschappelijke naam van de soort is voor het eerst geldig gepubliceerd in 1853 door Shuttleworth.